# Akademie für islamische Untersuchungen
Die Akademie für islamische Untersuchungen (arabisch مجمع البحوث الاسلامية, DMG maǧmaʿ al-buḥūṯ al-islāmīya), auch Islamische Forschungsakademie (englisch Islamic Research Academy oder Academy of Islamic Research) genannt, ist ein Gelehrtengremium der ägyptischen Azhar-Behörde, das sich mit der Klärung kontroverser islamischer Fragen befasst, internationale islamische Konferenzen abhält und in Ägypten zum Teil auch Zensuraufgaben wahrnimmt.
Die Akademie wurde 1961 im Zuge der Reform der Azhar mit dem erklärten Ziel einer Erneuerung der islamischen Kultur gegründet und ersetzte die vormalige „Gemeinschaft der großen Gelehrten“ (ǧamāʿat kibār al-ʿulamāʾ), die 1911 geschaffen worden war. Anders als diese erhielt sie von vornherein jedoch eine internationale Ausrichtung. Viele Elemente der Akademie gehen auf einen Vorschlag von Mahmūd Schaltūt aus dem Jahre 1941 zur Reform der „Gemeinschaft der großen Gelehrten“ zurück. Sie haben Eingang in die Artikel 15–32 des ägyptischen Azhar-Gesetzes (Nr. 103 von 1961) gefunden, das die Angelegenheiten der Akademie für islamische Untersuchungen regelt.

## Aufgaben
Artikel 15 des Azhar-Gesetzes nennt für das Gremium folgende Aufgaben:

„Die Akademie für islamische Untersuchungen ist die höchste Körperschaft für islamische Untersuchungen und befasst sich mit dem Studium all dessen, was mit diesen Untersuchungen zusammenhängt. Sie bemüht sich um die Erneuerung der islamischen Kultur, um deren Befreiung von Überflüssigem, von Fehlerhaftem und von Wirkungen des politischen und madhhab-basierten Fanatismus, um die Offenlegung von deren reinem, unverfälschtem Wesen, um die Erweiterung des Wissens darüber auf jeder Ebene und in jedem Umfeld, um die Beurteilung von neu auftretenden weltanschaulichen und gesellschaftlichen Problemen, die mit dem Glauben zusammenhängen, und um die Übernahme der Verantwortung für den Ruf auf Gottes Weg durch richterliche Tätigkeit und rechte Ermahnung.“

Darüber hinaus wurde die Kommission mit beratenden Aufgaben bei der Festlegung der Curricula für die höheren Studiengänge der Azhar betraut.

## Zusammensetzung des Gremiums
Nach Artikel 16 des Azhar-Gesetzes setzt sich das Gremium aus bis zu 50 großen Islam-Gelehrten zusammen, die die Gesamtheit der islamischen Lehrrichtungen repräsentieren sollen. Von ihnen sollen bis zu 20 Gelehrte aus anderen Ländern als Ägypten stammen. Voraussetzungen für die Mitgliedschaft in dem Gremium sind nach Artikel 17:
- ein Alter von mindestens 40 Jahren
- frommer Lebenswandel in Vergangenheit und Gegenwart
- wissenschaftliche Qualifikation der höchsten Stufe von der Azhar oder einer Fakultät oder einem Institut, die sich mit islamischen Studien befassen
- herausragende wissenschaftliche Produktion oder fünfjährige Aktivität als Hochschuldozent für islamische Studien oder in einer islambezogenen Amtsstellung in Rechtsprechung, Gutachtenerstellung oder Gesetzgebung

Die Wahl der Mitglieder der Akademie regelt Artikel 31. Demnach muss bei Ausscheiden eines Mitgliedes innerhalb von drei Monaten ein neues Mitglied nachgewählt werden. Dies erfolgt in der Weise, dass zwei Mitglieder einen Kandidaten vorschlagen müssen. Über diesen Kandidaten findet dann eine geheime Abstimmung statt. Erhält der Kandidat die absolute Mehrheit der anwesenden Mitglieder, wird er in das Gremium aufgenommen. Der Ernennung erfolgt durch den ägyptischen Präsidenten auf Vorlage des Scheich al-Azhar. Dieser hat selbst immer den Vorsitz der Akademie inne (Art. 18). Eine angemessene Anzahl von Mitgliedern soll der Tätigkeit in der Akademie hauptamtlich nachgehen. Über die Hauptamtlichkeit entscheidet der Minister für Azhar-Angelegenheiten (Art. 19).
Bis in die 1970er Jahre handelte es sich bei der Akademie um ein rein ägyptisches Gremium, dem nur wenige Ausländer angehörten. Einige von ihnen waren gleichzeitig Mitglieder der Islamischen Weltliga. Zu den bekannten ägyptischen Mitgliedern der Akademie gehörte Hamdī Zaqzūq.

## Organe der Akademie
Nach Artikel 20 des Azhar-Gesetzes setzt sich die Akademie für islamische Untersuchungen aus folgenden Organen zusammen:
- dem Akademierat (maǧlis al-maǧmaʿ), der aus dem Vorsitzenden, den ägyptischen hauptamtlichen und nebenamtlichen Mitgliedern und dem Generalsekretär besteht
- der Konferenz der Akademie (muʾtamar al-maǧmaʿ), die aus allen Mitgliedern der Akademie besteht
- dem Generalsekretariat
- und der Stadt der islamischen Studienmissionen (madīnat al-buʿūṯ al-islāmīya)

Das Generalsekretariat wird nach Art. 23 von dem Direktor des „Sekretariats für Kultur und die islamischen Studienmissionen“ geleitet, das eine eigene Körperschaft der Azhar darstellt. Heute gibt die Akademie außerdem die Zeitschrift der Azhar (maǧallat al-Azhar) heraus, die monatlich erscheint. Sie enthält auch regelmäßig Berichte aus der Akademie.

## Konferenzen
Nach Artikel 22 des Azhar-Gesetzes soll die Akademie für islamische Forschung jährlich eine ordentliche Konferenz von vier Wochen Länge einberufen. Außerdem kann sie mit Zustimmung des zuständigen Ministers und auf Vorschlag des Scheich al-Azhar außerordentliche Konferenzen einberufen, wenn die Umstände dies erfordern. Beschlussfähig sind diese Konferenzen mit einfacher Mehrheit der Mitglieder, allerdings nur dann, wenn mindestens ein Viertel der Teilnehmer Nicht-Ägypter sind.
Insgesamt haben allerdings bisher nur 14 Konferenzen stattgefunden, die meisten davon in den 1960er und 1970er Jahren: 1. Konferenz (März 1964), 2. (1965), 3. (1966), 4. (September 1968), 5. (1970), 6. (1971), 7. (1972), 8. (Oktober 1977), 9. (1983), 10. (1986), 11. (?), 12. (?) 13. (2009) 14. (2010).
Auf der ersten Konferenz, die 1964 stattfand, ging es vor allem um die Wiederherstellung der Einheit der Umma sowie um die Verbreitung und Verteidigung des Islams. Auf der zweiten Konferenz 1965 wurde die Entwicklung des islamischen Versicherungs- und Bankwesens behandelt. Die vierte Konferenz 1968 diente vor allem der theologischen Verarbeitung der arabischen Niederlage im Sechstagekrieg und hatte eine stark antijüdische Tendenz. Einige Konferenzteilnehmer riefen zum Dschihad gegen Israel auf. Auch in den 1970er und 1980er Jahren blieben das Palästina-Problem und der Zionismus noch wichtige Themen der Konferenzen.
Ab Ende der 1960er Jahre befassten sich die Konferenzen auch mit der Islamisierung des Rechtwesens. So beauftragte die vierte Konferenz 1968 die Akademie mit der Einsetzung einer Kommission von Experten des islamischen Rechts (Fiqh) und des positiven Rechts, die auf den Geboten der Scharia basierende Gesetzesvorlagen in den verschiedenen Rechtsfeldern (Straf-, Zivil-, Handels- und Seerecht usw.) ausarbeiten sollte. Diese Gesetzesvorlagen sollten den politischen Verantwortlichen in Ägypten und den anderen islamischen Ländern zur Verfügung gestellt werden und es ihnen erleichtern, an der Scharia ausgerichtete Gesetzesreformen durchzuführen. Die achte Konferenz 1977 wies die Akademie an, den Entwurf für eine islamische Verfassung auszuarbeiten. Ein solcher Entwurf mit 141 Artikeln, der sich an die ägyptische Verfassung von 1971 anlehnte, wurde am 22. Juni 1978 vorgelegt.
An einigen der Konferenzen der Akademie nahmen auch schiitische Gelehrte teil, so zum Beispiel ʿAlī Kāschif al-Ghithā aus dem Irak an der Konferenz von 1965 und Mūsā as-Sadr aus dem Libanon an den Konferenzen von 1970 und 1971. 1984 äußerte sich der in Qatar ansässige Gelehrte Yūsuf al-Qaradāwī sehr abschätzig über die Akademie und ihre Konferenzen. In einer Denkschrift zum tausendjährigen Bestehen der Azhar kritisierte er, dass die Akademie sich zu sehr politisch instrumentalisieren lasse und dass es ihr nicht gelungen sei, bedeutende islamische Persönlichkeiten aus dem Ausland zu gewinnen. Da sie ein „Gebäude ohne Sinn sei“, müsse die Akademie aufgelöst werden.
Auf den letzten Konferenzen der Akademie traten politische Fragen eher in den Hintergrund. Auf der 13. Konferenz von 2009 ging es um die islamrechtliche Beurteilung von Organtransplantationen, die letzte 14. Konferenz der Akademie im Jahre 2010 befasste sich mit der Beurteilung der dramatischen Darstellung des Lebens der Prophetengefährten.

## Die Akademie als Zensurbehörde
Am 5. Juni 1972 veröffentlichte die Akademie für islamische Untersuchungen eine Fatwa, in der sie die Lehren des sudanesischen Reformgelehrten Mahmūd Muhammad Tāhā für Unglauben erklärte und das sudanesische Ministerium für Religiöse Angelegenheiten und Fromme Stiftungen dazu aufforderte, seinen Aktivitäten Einhalt zu gebieten.
Ab den 1980er Jahren fungierte die Akademie für islamische Untersuchungen auch mehrfach als Zensurbehörde. Ihre Zensuraufgabe wurde dabei aus Artikel 15 des Azhar-Gesetzes abgeleitet, wonach die Akademie die islamische Kultur von allem Überflüssigen, Fehlerhaften befreien und ihr Urteil zu weltanschaulichen und gesellschaftlichen Problemen, die mit dem Glauben zusammenhängen, abgeben soll. So wurde zum Beispiel 1980 auf Verlangen der Akademie das Buch „Einführung in die arabische Philologie“ von dem säkularistischen Denker Louis Awad beschlagnahmt. Durch das Regierungsdekret Nr. 250 aus dem Jahr 1975, das die Anwendung des Azhar-Gesetzes regelte, und das Gesetz Nr. 102 aus dem Jahre 1985 wurden die Zensurbefugnisse der Akademie allerdings eingeschränkt. Das Dekret von 1975 besagte, dass die Akademie nur das Recht habe, gegenüber staatlichen und privaten Organisationen sowie gegenüber Individuen, die auf dem Feld der islamischen Kultur arbeiten, Empfehlungen auszusprechen, das Gesetz von 1985 beschränkte das direkte Zensurrecht der Akademie auf Exemplare des Korans und auf Hadith-Sammlungen, die ihr vorgelegt wurden. Aufgrund dessen setzten sich ägyptische Verleger bis zur Mitte der 1990er Jahre auch immer wieder über Verlautbarungen der Akademie hinweg.
Trotz der Beschränkung ihrer Befugnisse intervenierte die Akademie ab Ende der 1980er Jahre aber mehrfach direkt, so zum Beispiel 1988 auf der ägyptischen Buchmesse, als sie die Beschlagnahme von mehreren Büchern verlangte. Mitglieder der Akademie intervenierten erneut auf der Kairoer Buchmesse von 1992 und forderten die Einstellung des Verkaufs von 28 Büchern, darunter fünf Büchern des säkularistischen Autors Muhammad Saʿīd al-ʿAschmāwī. 1993 wurde eine Gedichtsammlung des ägyptischen Dichters aus dem Verkauf genommen, nachdem die Akademie geurteilt hatte, dass mehrere der Sammlung Verse Ähnlichkeiten mit dem Koran aufweisen. Einige Werke, deren Beschlagnahmung die Akademie empfohlen hat, wurden deswegen als anstößig betrachtet, weil sie die islamische Religion auf eine Stufe mit anderen Religionen wie den Buddhismus und Konfuzianismus stellen. Auch verurteilte die Akademie den Romancier ʿAlāʾ Hāmid mit dem Argument, dass sein Roman Ideen enthalte, die dem Atheismus und Unglauben förderlich sind und die offenbarten Religionen in Abrede stellen, und zu einer Veränderung der Gesellschaft durch Revolution aufrufe.
Gegen die Zensuraktivitäten der Akademie protestierten mehrere ägyptische Intellektuelle. Sie verwiesen dabei unter anderem auf ein Urteil des ägyptischen Kassationsgerichts, demzufolge die Akademie nicht das Recht hat, die Beschlagnahmung von Büchern zu fordern. Die ägyptische Organisation für Menschenrechte warf der Organisation zudem vor, dass sie mit bestimmten Gruppen des politischen Islams sympathisiere, die außerhalb der Legalität operieren.
Im Jahre 1994 stärkte das ägyptische Parlament allerdings die Akademie in dieser Auseinandersetzung, indem sie ihre Zensurrechte auf nicht-religiöse Veröffentlichungen ausdehnte und ihre Entscheidungen für verbindlich erklärte. Großes Aufsehen erregte das Urteil der Akademie in der sogenannten „Affäre Haidar Haidar“ im Mai 2000, als Studierende der Azhar gegen die Wiederveröffentlichung des Romans „Festbankett für die Meerespflanzen“ (Walīma li-aʿšāb al-baḥr) des syrischen Schriftstellers Haidar Haidar durch das ägyptische Kultusministerium protestierten. Die ägyptischen Sicherheitsbehörden beauftragten daraufhin die Akademie, zu überprüfen, inwieweit der Roman gegen die Scharia verstößt. Die Akademie selbst wiederum legte den Fall ihrer Kommission für rechtswissenschaftliche Untersuchungen vor, die der Akademie in einer Sondersitzung am 17. Mai 2000 dazu Gutachten von zwei Mitgliedern vorlegte. Aufgrund dieser Gutachten erklärte die Akademie unter dem Vorsitz von Muhammad Sayyid Tantawi, dass der Roman blasphemisch sei und gegen die anerkannten Prinzipien der islamischen Religion verstoße, und erhob schwere Vorwürfe gegen das Kultusministerium, das den Roman publiziert habe, ohne die Akademie zu konsultieren. In ihrer öffentlichen Erklärung hob die Azhar die Pflicht des Kultusministeriums hervor, alle literarischen und künstlerischen Werke, die einen Bezug zur islamischen Religion aufweisen, der Akademie zur Prüfung vorzulegen.